# Régiment Colonel-Général hussards
Pour les articles homonymes, voir Régiment de Monsieur (homonymie).
Le régiment Colonel-Général hussards est un régiment de cavalerie français d'Ancien Régime créé en 1779 devenu sous la Révolution le 4e régiment de hussards.

## Création et différentes dénominations
- 22 août 1779 : création de la charge de colonel général des hussards
- 31 juillet 1783 : formation du régiment Colonel-Général hussards par la réunion du 1er escadron de Berchény, du 2e escadron de Chamborant et du 3e escadron d’Esterhazy
- 17 mars 1788 : renforcé d’un 4e escadron  composé d’hommes choisis parmi ceux des régiments de cavalerie de  Quercy, de Septimanie, de Nassau, de La Marche, de Franche-Comté et des Évêchés
- 1er janvier 1791 : renommé 5e régiment de hussards
- 4 juin 1793 : renommé 4e régiment de hussards
- 1814 : renommé régiment des hussards de Monsieur
- 1815 :  renommé 4e régiment de hussards
- 1815 : licencié
- 1816 : son fonds entre dans la composition du régiment de hussards de la Moselle lors de sa formation

## Équipement

### Étendards
La compagnie colonelle porte l’étendard blanc aux armes du duc de Chartres ; l’étendard du régiment est rouge sur une face avec les mêmes armoiries, et bleu sur l'autre face avec un dragon et la devise Vigilantia.

### Habillement
Ordonnance du 31 juillet 1783
Pelisse rouge écarlate, dolman bleu de roi, parements et retroussis écarlates. Culotte bleu de roi, ganses jaunes. Surtout et gilet drap bleu. Manteau bleu. Schako feutre noir doublé d’écarlate ; sabretache écarlate, chiffre du roi formé avec une ganse blanche sur un fond jaune et bordé d’un galon de même couleur.
Porte-manteau à tricot bleu, bordé d’un galon à la livrée du colonel-général.
Schabraque peau de mouton, bordée d’étoffe écarlate festonnée.
Comme distinction particulière, un petit galon de 5 lignes à l’extrémité extérieure des ganses qui forment la boutonnière sur la pelisse et le dolman. Boutons jaunes.

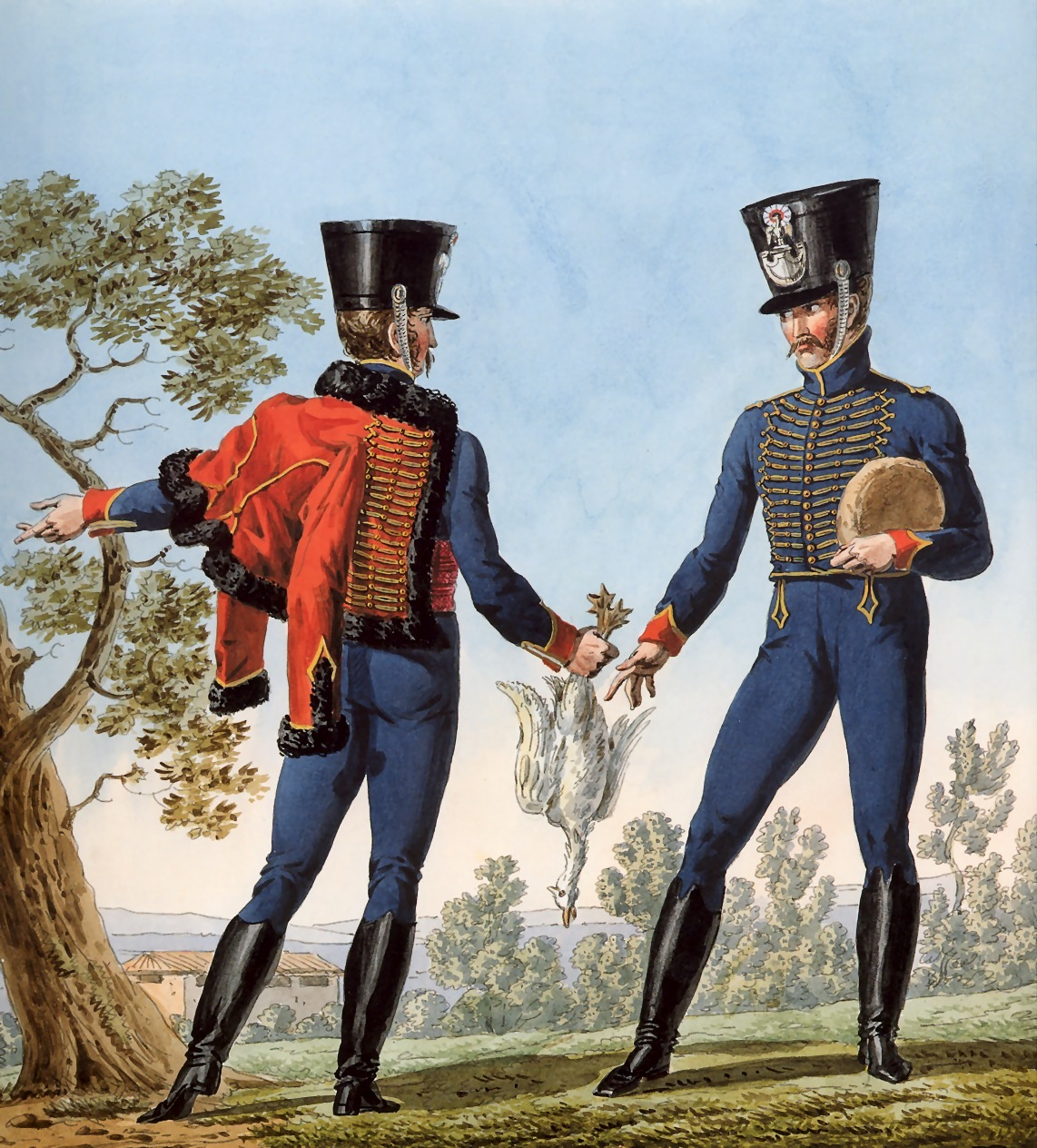
Hussards du 4e régiment de hussards de la Grande Armée, illustration de Vernet de la série La grande armée de 1812.

|  |

|  |  |  |  |

## Historique

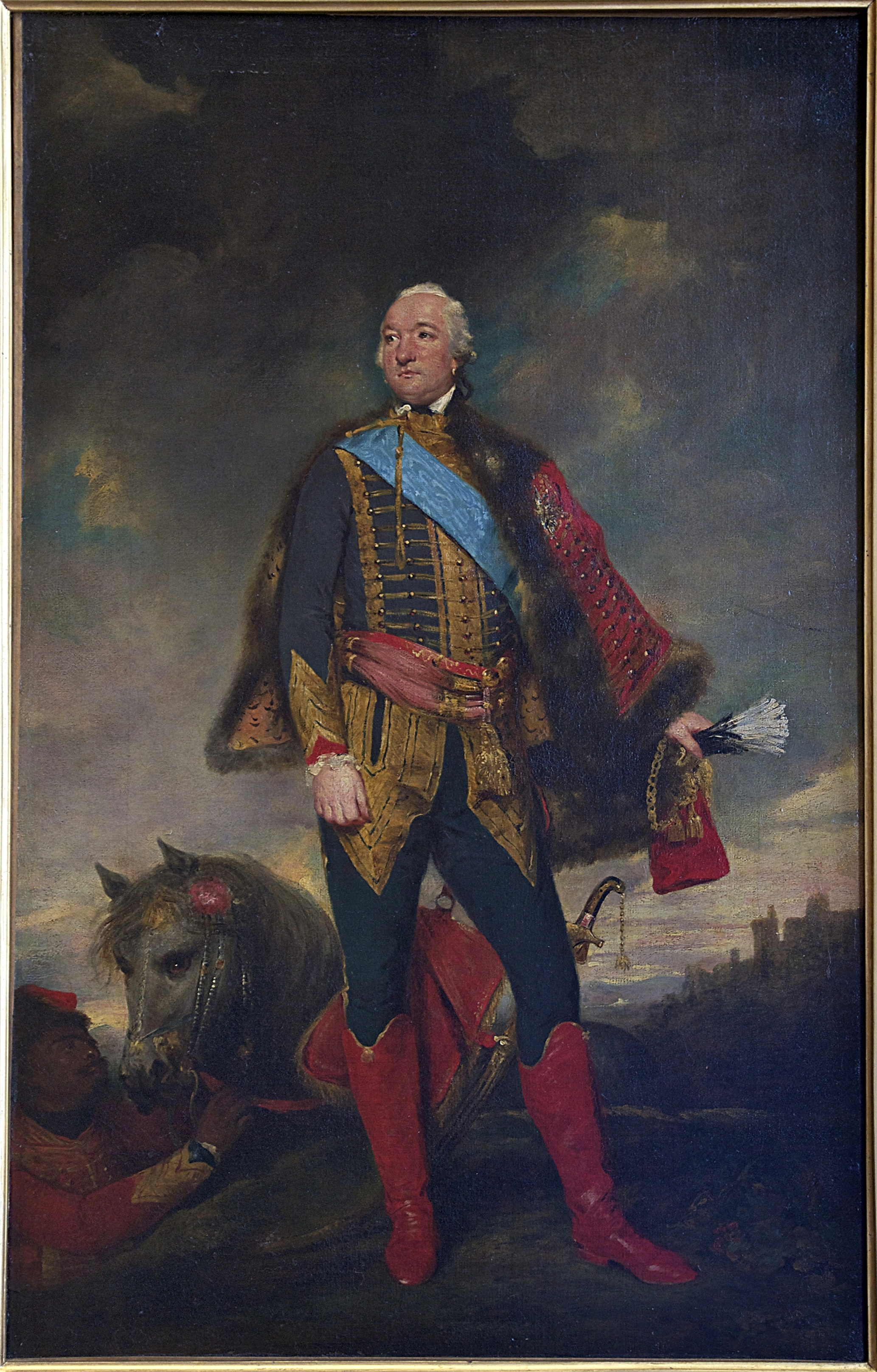
Louis-Philippe d’Orléans, en uniforme de hussards, vers 1779. Musée Condé.

### Mestres de camp-lieutenants et colonels
Colonel propriétaire
- 22 août 1779 : Louis-Philippe Joseph d’Orléans, duc de Chartres, lieutenant général des armées navales en 1776, † 6 novembre 1793

Mestres de camp-lieutenants commandants et colonels
- 22 août 1779 : Jean, comte de Montréal
- 15 décembre 1783 : François Esprit, marquis de Chastelier-Dumesnil
- 15 septembre 1791 : François Joseph Drouot de La Marche
- 1792 : N. Mieskouski
- 3 février 1793 : Anne Dominique Arnold de Barbier
- 24 avril 1794 : Charles Joseph Boyé
- 9 juin 1794 : Nicolas Michel Flosse
- 25 janvier 1796 : Christophe Antoine Merlin
- 13 juillet 1800 : André Burthe
- 9 janvier 1811 : Jean-François, baron Christophe
- 30 mars 1815 : N. Blot

### Campagnes et batailles

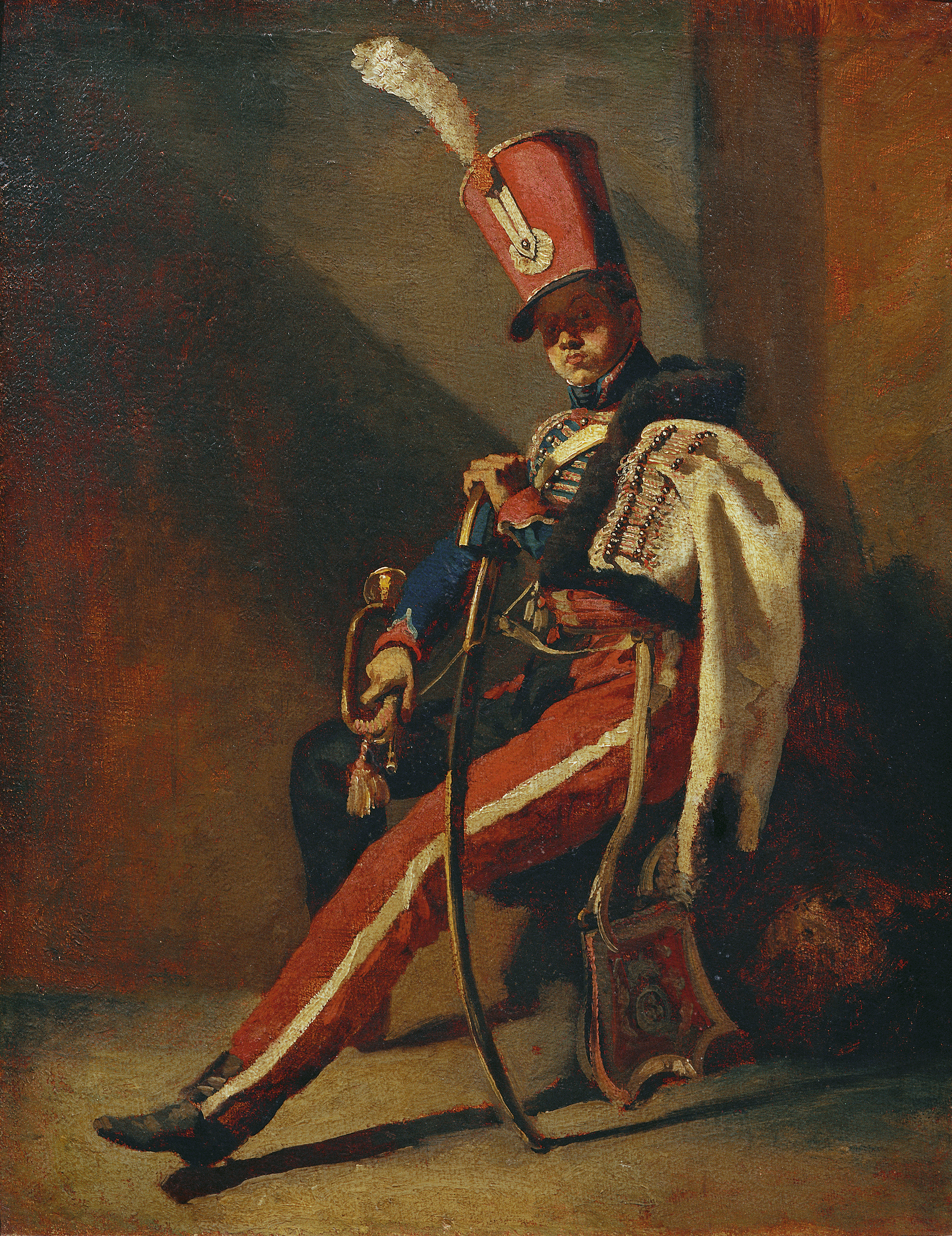
Le Trompette des Hussards d'Orléans
Théodore Géricault, 1813-1814
Palais du Belvédère (Vienne)

Le 5e régiment de hussards, puis 4e régiment de hussards à la suite de l’émigration du régiment de Saxe hussards le 4 mai 1792, a fait les campagnes de 1792 à 1794 à l’armée du Nord.
Le 4e régiment de hussards a fait les campagnes des ans IV et V à l’armée de Sambre-et-Meuse ; an VI aux armées d’Allemagne et de Mayence ; an VII aux armées de Mayence et du Danube ; ans VIII et IX à l’armée du Rhin. Faits d’armes : bataille de Neuwield, le 18 avril 1797 ; bataille de Stockach, le 25 mars 1797 ; passage de l’Alb, bataille d’Hochstedt et passage du Danube, les 29 avril, 19 et 22 juin 1800.
Il a fait les campagnes de l’an XI à l’an XIV dans le Hanovre ; 1806 et 1807 au 1er corps de la Grande Armée ; de 1809 à 1810 à l’armée d’Espagne ; 1811 aux armées d’Espagne et d’Aragon ; 1812 à l’armée d’Aragon et au 3e corps de la Grande Armée ; 1814 à l’armée de Lyon (6e corps de la Grande Armée) ; 1815 au 7e corps d’armée.
À la première Restauration, le 4e régiment de hussards avait pris le titre de régiment de hussards de Monsieur, et reçu dans ses rangs les débris du 14e régiment de hussards.

## Mémoire et traditions

### Personnalités ayant servi au régiment
- le maréchal Ney a débuté dans ce régiment comme simple hussard